# Parasitologie

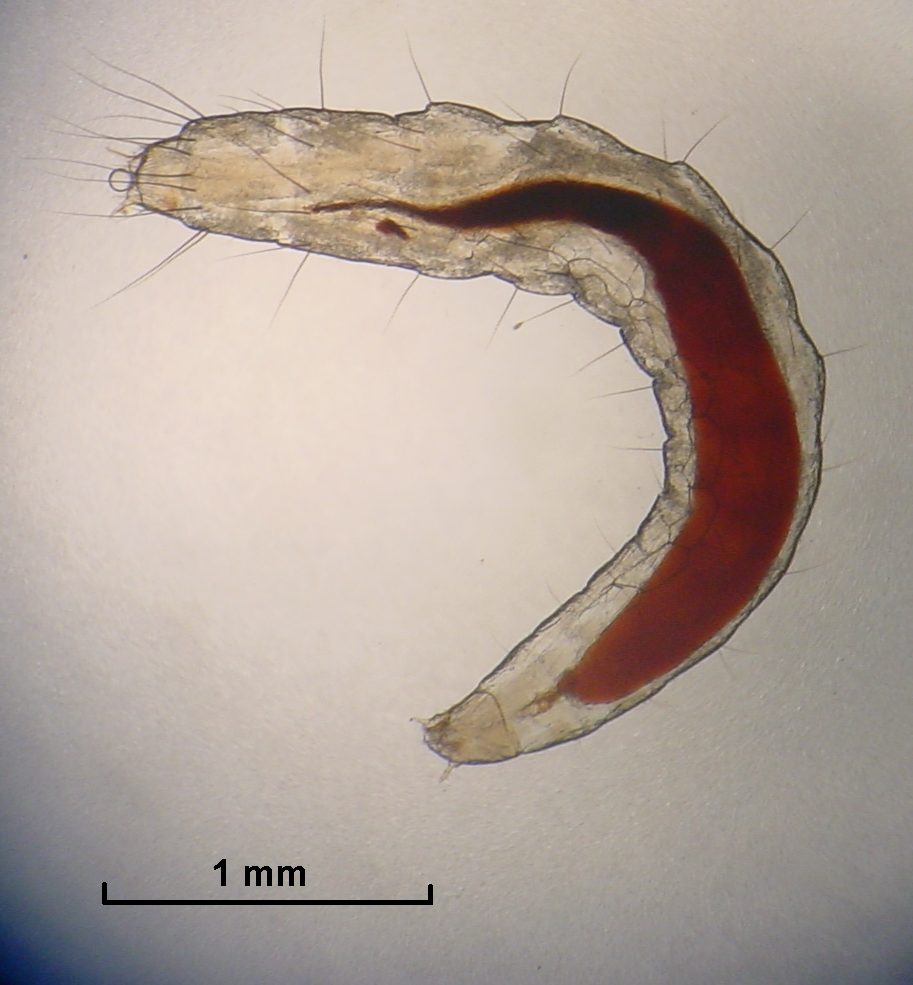
Larve van een vlo

Parasitologie beslaat de studie van parasieten en hun eigenschappen, het werkterrein van een parasitoloog. Parasieten kenmerken zich door interactie met andere levensvormen in de meeste brede zin; daarom houdt de parasitologie (daarmee de parasitoloog) zich bezig met diverse vakgebieden zoals biologie, microbiologie, waaronder de veterinaire en de medische microbiologie, en de plantkunde.